# Skladebnost územního členění

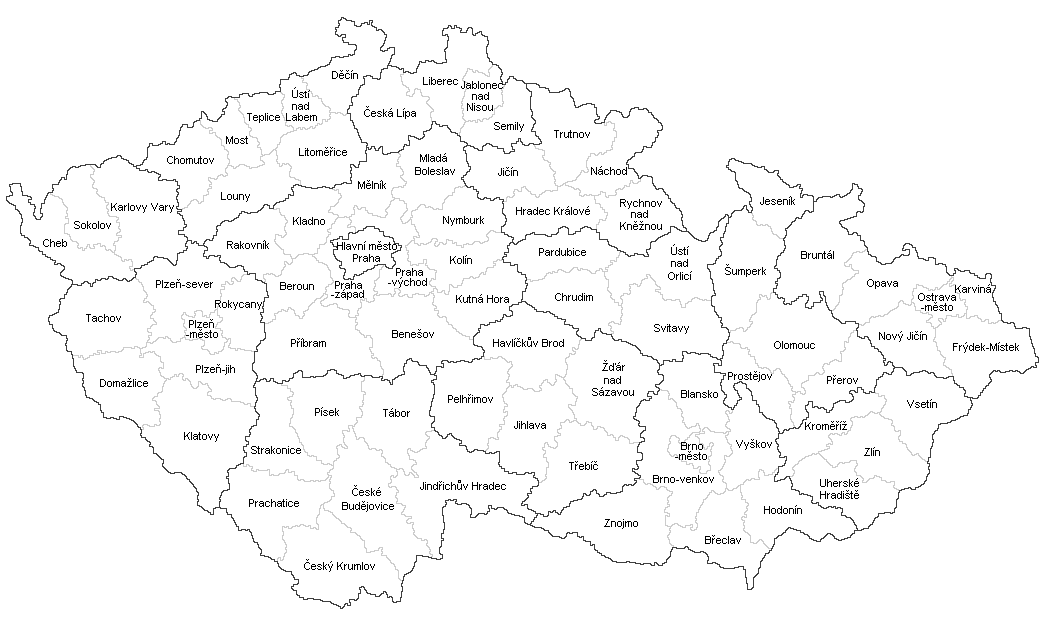
Skladebnost okresů České republiky do samosprávných krajů

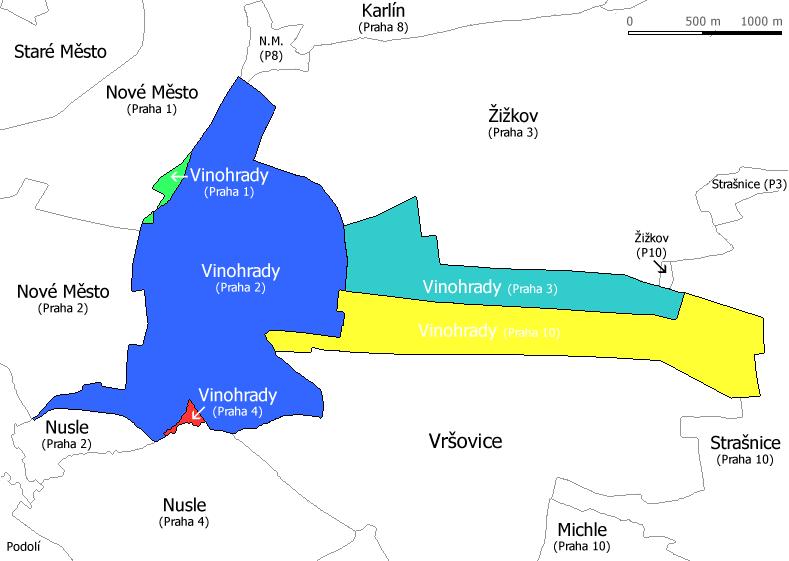
Rozdělení pražské čtvrti Vinohrady do pěti městských částí a obvodů jako případ extrémního narušení skladebnosti územního členění

Skladebnost územního členění je stav, kdy různé úrovně a případně i druhy územního členění tvoří dohromady jeden hierarchický strom, kdy každý celek vyšší úrovně je tvořen pouze celými celky nižší úrovně a tedy žádný celek není rozdělen mezi více celků vyšší úrovně. Lze hodnotit skladebnost dvou konkrétních typů (úrovní) členění i skladebnost celého rozsáhlejšího systému. 

## Skladebnost územního členění v Česku

### Parcely a katastrální území
Skladebnost parcel ve vztahu ke katastrálním územím je v principu zajištěna již tím, že katastry s evidencí a číslování parcel jsou odjakživa vedeny po katastrálních územích. V případě takové změny hranice katastrálního území, která by rozdělovala některou parcelu, by musela být parcela rozdělena a příslušná část parcely převedena do jiného katastru. 

### Katastrální území a obec
Podle zákona o obcích musí být obec tvořena jedním nebo více celými katastrálními územími. Pokud je k území obce připojena (delimitována) část území ze sousední obce (případně vojenského újezdu), která netvoří celé katastrální území, musí být tedy současně provedena i změna hranic katastrálních území. 
V roce 2000 údajně zbývaly ještě nejméně tři případy, kdy katastrální území bylo nejméně od roku 1990 rozděleno mezi více obcí: V okrese České Budějovice obec Strýčice neměla vlastní katastrální území a sdílela katastrální území s obcí Radošovice. Další dva případy se týkaly okresu Písek: Obora u Radobytec v obci Cerhonice sdílela katastrální území s obcí Mirotice a Třešně v obci Záhoří sdílely katastrální území s obcí Dolní Novosedly. Mimo tyto tři případy ještě například příbramské části Jesenice a Jerusalem jsou v katastrálním území Háje u Příbramě stejně jako obec Háje, zaujímající zbytek tohoto katastrálního území.
Český statistický úřad dosahuje skladebnosti tak, že katastrální území zasahující do více obcí pro statistické účely rozděluje na územně technické jednotky skladebné s oběma typy členění.

### Katastrální území a část obce
Mezi úrovněmi katastrální území a část obce skladebnost zajištěna není. Podle § 28 a § 84 odst. 2 Zákona o obcích 128/2000 Sb. přísluší zastupitelstvu obce rozhodovat o vzniku částí obce a o jejich názvech (kompetenci k rušení částí obce však tento zákon neupravuje). Obec oznamuje Ministerstvu vnitra a příslušnému katastrálnímu úřadu názvy nově vzniklých částí obce, změny jejich názvů, jakož i zánik částí obce. Zastupitelstvo však při tomto rozhodování není omezeno hranicemi katastrálních území, takže část obce může zahrnovat jak více katastrálních území, tak také část či části katastrálních území. Kupříkladu v Příbrami se katastrální členění od členění na části obce značně liší, oproti tomu v Děčíně je důsledně skladebné (některá katastrální území jsou s částmi obce totožná, některá jsou rozdělena na více celých částí obce). 
Český statistický úřad dosahuje skladebnosti tak, že katastrální území zasahující do více částí obce pro statistické účely rozděluje na územně technické jednotky skladebné s oběma typy členění. 
Zákon o hlavním městě Praze pojem „část obce“ vůbec nezavádí a tedy ani nedává zastupitelstvu obdobnou kompetenci. Český statistický úřad za části obce v případě hlavního města Prahy považuje její katastrální území. 

### Katastrální území/část obce a městská část nebo městský obvod
Podle zákona o obcích i podle zákona o hlavním městě Praze mohou zastupitelstva statutárních měst a hlavního města Prahy určit ve statutu města jeho členění na samosprávné městské obvody nebo městské části. V České republice jsou tímto způsobem rozděleny Praha a Brno na městské části, Ostrava, Plzeň, Ústí nad Labem a Pardubice na městské obvody (Liberec a Opava nejsou členěny celé, ale touto formou zajišťují jistou mírou autonomie jen některým okrajovým částem). Toto členění je nezávislé jak na vymezení částí obce, tak na vymezení katastrálních území. Městské části v Praze, Brně a Opavě a městské obvody v Plzni, Ústí nad Labem a Pardubicích v mnoha případech nejsou vzájemně skladebné ve vztahu ke katastrálním územím a částem obce, pouze v Ostravě a v Liberci jsou tyto dvě úrovně členění navzájem plně skladebné (v Liberci však nejsou navzájem skladebné části obce a katastrální území). 
Český statistický úřad dosahuje skladebnosti tak, že katastrální území zasahující do více částí městských částí nebo městských obvodů pro statistické účely rozděluje na územně technické jednotky skladebné s oběma typy členění. Evidenční části obce zasahující do více samosprávných městských částí nebo obvodů rozděluje na pomocné jednotky nazývané část obce díl, gramaticky správně by byly nazývány „díl části obce“.

### Obec a okres
Obce jsou jednoznačně přiřazeny k okresům a tedy okresy jsou plně skladebné z obcí.

### Obec, obvody působnosti pověřených obecních úřadů a správní obvody obcí s rozšířenou působností
Obvody působnosti pověřených obecních úřadů a správní obvody obcí s rozšířenou působností jsou stanoveny zásadně výčtem obcí, a tím je skladebnost těchto obvodů zajištěna. Při jejich stanovení se zároveň od počátku dbalo na to, aby se správní obvody obcí s rozšířenou působností skládaly z jednoho nebo více celých obvodů působnosti pověřených obecních úřadů.

### Správní obvody obcí s rozšířenou působností a okresy
Kompetence okresních úřadů převzaly při jejich zrušení zčásti krajské úřady a zčásti obecní úřady obcí s rozšířenou působností státní správy, jejichž správní obvody jsou zpravidla o něco menší než okresy a které zpočátku ve více případech přesahovaly i přes hranice okresů. Tento stav nastal u 152 obcí a narušil tak skladebnost územního členění státu. V rámci reformy územní správy bylo rozhodnuto skladebnosti na těchto úrovních dosáhnout, třebaže k faktickému výkonu působností to není nezbytné. Částečně se tento krok podařilo realizovat změnou okresní příslušnosti 119 obcí vydáním vyhlášky číslo 513/2006 Sb., která nabyla účinnosti 1. ledna 2007. Výjimkou zůstaly nadále 33 obce spadající do správních obvodů obcí s rozšířenou působností Český Brod (4 obce ležely v okrese Nymburk), Jihlava (1 obec ležela v okrese Havlíčkův Brod), Stod (9 obcí leželo v okrese Domažlice), Tanvald (1 obec ležela v okrese Semily), Turnov (13 obcí leželo v okrese Liberec a 3 obce ležely v okrese Jablonec nad Nisou) a Valašské Klobouky (2 obce ležely v okrese Vsetín). Skladebnost mezi správními obvody obcí s rozšířenou působností (SO ORP) a okresy zavedl Zákon o územně správním členění státu (č. 51/2020 Sb.), přičemž neskladebnost (na základě výjimky vydané vyhláškou Ministerstva vnitra) zůstala jen u 15 obcí spadajících do správního obvodu obce s rozšířenou působností Turnov (13 obcí leží v okrese Liberec a 2 obce leží v okrese Jablonec nad Nisou).

### Okresy a kraje
Kraje jsou definovány výčtem okresů a proto jsou kraje skladebné z okresů.

### Vztah k zemskému členění
Respektování hranice mezi českými zeměmi a Slovenskem bylo po celou dobu existence Československa garantováno zákonem. Proto byl zánik Československa spojen jen s drobnými úpravami hranic. 
Slezsko de facto nikdy nebylo územně celistvé a České Slezsko, do nějž se Morava prolínala řadou enkláv, už v prosinci 1928 bylo začleněno do Země Moravskoslezské, byť hranice českých okresů až do roku 1949 respektovala historickou zemskou hranici. Územní členění počínaje rokem 1949 už na historickou zemskou hranici neberou ohled. 
Zastánci zemského členění, rekrutující se zejména z okruhu monarchistů a moravských nacionalistů, zazlívají komunistickému režimu jak samo zrušení zemského zřízení, tak nerespektování historické zemské hranice územním členěním z let 1949 a 1960. Ústava České republiky ponechala otevřenou otázku, zda bude dána přednost zemskému, anebo krajskému členění (používala neutrální pojem vyšší územně samosprávné celky, pro které se poté používala zkratka VÚSC), ale reprezentace republiky se přiklonila ke krajskému zřízení a nové samosprávné kraje (Pardubický, Jihlavský a Českobudějovický) opět historickou zemskou hranici přesahovaly. Historickou zemskou hranici nerespektují ani hranice okresů, obcí a mnohde už ani hranice katastrálních území.

### Snaha o reformu
Vláda předložila sněmovně 18. července 2005 návrh nového zákona o územně správním členění státu, který měl za cíl mimo jiné dosáhnout skladebnosti územního členění, což byl podle ministra hlavní moment této materie. Návrh vycházel ze schválené koncepce reformy veřejné správy a z principu spojeného výkonu státní správy a samosprávy na všech úrovních. Dosavadní „staré“, „územní“ kraje měly být podle návrhu nahrazeny osmi oblastmi, do nichž by samosprávné kraje byly plně skladebné, a obvody obcí s rozšířenou působností měly být nazývány „správní okrsky“, jejich výčtem pak měly být nově definovány stávající okresy namísto dosavadního definování výčtem obcí. Po přerušeném prvním čtení v říjnu 2005 vzala vláda 27. prosince 2005 svůj návrh zpět. 